# Лазарєв Григорій Григорович
Григорій Григорович Лазарєв (1921, село Іллінське, тепер Казанського району Тюменської області, Російська Федерація — ?) — радянський діяч, старший машиніст паровозного депо станції Конотоп Сумської області. Депутат Верховної Ради СРСР 4-го скликання.

## Біографія
Закінчив семирічну школу. Працював учнем слюсаря, слюсарем, помічником машиніста паровозного депо станції Слюдяне Східно-Сибірської залізниці.
Під час німецько-радянської війни служив у 5-му військово-експлуатаційному відділі Міністерства шляхів сполучення СРСР.
У 1944 році закінчив річні курси машиністів паровозів.
З 1944 року — помічник машиніста, з 1946 року — машиніст, старший машиніст паровозного депо станції Конотоп Сумської області.

## Нагороди та звання
- медалі